# Eugene Mirman
Eugene Boris Mirman (n. 1974) este un comedian, scenarist, și producător american. Este cunoscut în special pentru rolul său în Bob's Burgers.
1. ↑  Eugene Mirman, Discogs, accesat în 9 octombrie 2017